# 服部達
服部 達（はっとり たつ、1922年（大正11年）2月13日 - 1956年（昭和31年）1月1日）は日本の文芸評論家。

## 略歴
第一高等学校理科を経て京都大学文学部独文科中退（学徒兵として応召）。1954年（昭和29年）、奥野健男、日野啓三、清岡卓行、村松剛、島尾敏雄、遠藤周作、吉本隆明たちと「現代評論」を創刊。同年「新世代の作家たち」を発表。1955年（昭和30年）、評論「われらにとって美は存在するか」を「群像」3月号から9月号まで連載。マルクス主義を背景にしたイデオロギー的批評の全盛期にあって、それとは全く異質な審美的批評の確立を図り、新進批評家として注目を集める。
しかし出版社への借金が嵩み、このことを苦にして、1956年（昭和31年）1月1日、八ヶ岳山麓の清里村キリスト教団清里センター清泉寮から失踪。睡眠薬を服用の上、雪山の中に深く分け入り、凍死を遂げた。当初は行方不明と思われたが、約半年後に小海線鉄橋近くで遺体が発見された。
死後、安岡章太郎、遠藤周作、村松剛の尽力により、遺稿集『われらにとって美は存在するか』（1956年9月）が審美社から公刊された。安岡は、服部の死を題材にして、小説『舌出し天使』を書いた。

## 著書
- 『われらにとって美は存在するか』審美社、1956　のち講談社文芸文庫（勝又浩編）

### 翻訳
- メアリ・ジェーン・ワード『蛇の穴』岡倉書房　1950
- J.M.モーリス『帝国ホテル』コスモポリタン社　1954
- マージェリー・アリンガム『幽霊の死』早川書房　1954